# Lüdersfeld
Lüdersfeld est une municipalité allemande du land de Basse-Saxe et de l'arrondissement de Schaumbourg. En 2015, elle comptait 1 065 habitants.

## Source
- (de) Cet article est partiellement ou en totalité issu de l’article de Wikipédia en allemand intitulé « Lüdersfeld » (voir la liste des auteurs).